# Třída Majestic
Třída Majestic byla třída predreadnoughtů Royal Navy. Celkem bylo v letech 1889–1895 postaveno devět jednotek této třídy. Byla tak nejpočetnějších třídou bitevních lodí v historii. Jejich autorem byl William Henry White. Všechny lodi bojovaly v první světové válce, přičemž Majestic v ní byl potopen. Ostatní lodi byly sešrotovány na počátku 20. let.

## Stavba
Jednotky třídy Majestic:
| Jméno         | Loděnice            | Založení kýlu     | Spuštěna           | Vstup do služby | Poznámka                                                              |
| ------------- | ------------------- | ----------------- | ------------------ | --------------- | --------------------------------------------------------------------- |
| Caesar        | Portsmouth dockyard | 25. března 1895   | 2. září 1896       | leden 1898      | Sešrotována 1921.                                                     |
| Hannibal      | Pembroke dockyard   | 1. května 1894    | 28. dubna 1896     | duben 1898      | Sešrotována 1920.                                                     |
| Illustrious   | Chatham dockyard    | 11. března 1895   | 17. září 1896      | duben 1898      | Sešrotována 1920.                                                     |
| Jupiter       | Thomson, Clydebank  | 26. dubna 1894    | 18. listopadu 1895 | květen 1897     | Sešrotována 1920.                                                     |
| Majestic      | Portsmouth dockyard | únor 1894         | 31. ledna 1895     | prosinec 1895   | Dne 27. května 1915 potopena jedním torpédem německé ponorky SM U 21. |
| Magnificent   | Chatham dockyard    | 18. prosince 1893 | 19. prosince 1894  | prosinec 1895   | Sešrotována 1921.                                                     |
| Mars          | Laird, Birkenhead   | 2. června 1894    | 30. března 1896    | červen 1897     | Sešrotována 1921.                                                     |
| Prince George | Portsmouth dockyard | 10. září 1894     | 22. srpna 1895     | listopad 1896   | Sešrotována 1921.                                                     |
| Victorious    | Chatham dockyard    | 28. května 1894   | 19. října 1895     | listopad 1896   | Sešrotována 1922.                                                     |

## Konstrukce

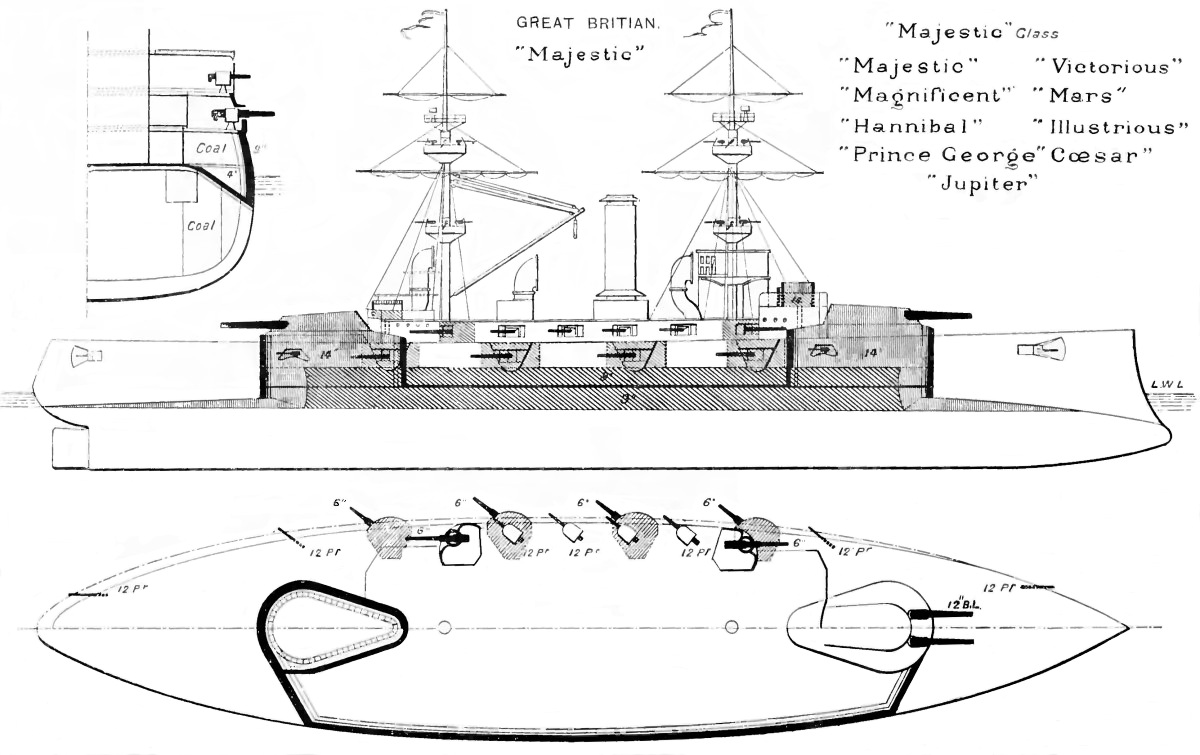
Základní uspořádání třídy Majestic

Výzbroj tvořily čtyři 305mm děla ve dvouhlavňových věžích, dvanáct 152mm kanónů v pancéřových kasematách, šestnáct 76mm kanónů, dvanáct 47mm kanónů a pět torpédometů. Pro pancéřování byla použita Harveyova ocel. Boční pancéřový pás měl délku 91 metrů, výšku 4,8 metru a sílu až 228 mm. Dělové věže a velitelskou věž chránil 355mm pancíř. Pancéřová paluba měla sílu 101 mm.
Lodě poháněly dva tříválcové parní stroje, kterým páru dodávalo osm kotlů. Lodní šrouby byly dva. Dva komíny stály vedle sebe.

## Osudy

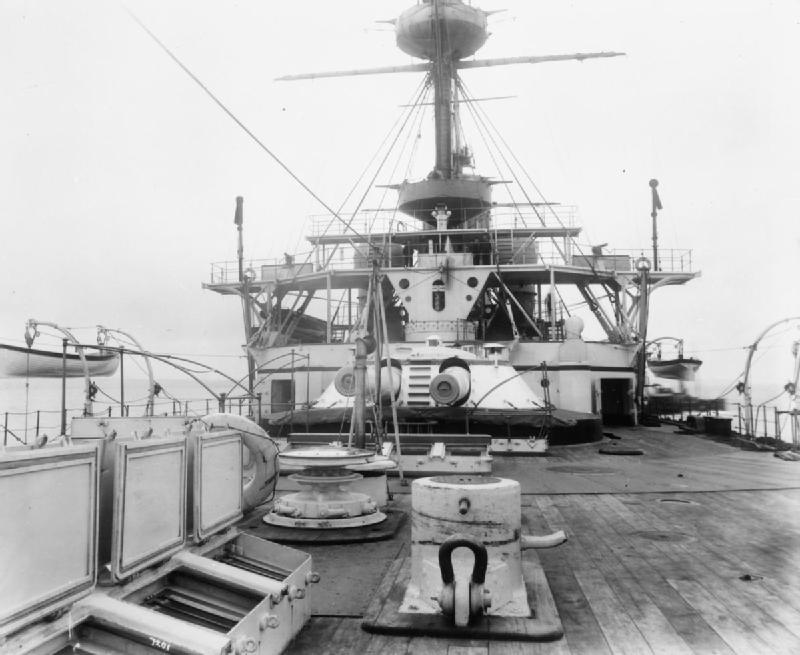
HMS Hannibal

Od zařazení do služby až po první světovou válku sloužily lodě třídy Majestic v domácích vodách a ve Středomoří (pouze Victorious byl krátce součástí China Station). Všech devět lodí se zapojilo do bojů první světové války, jelikož však již byly zastaralé, byly brzy přeřazovány k různým pomocným úkolům. V době vypuknutí války tvořily Prince George, Caesar, Jupiter a Majestic 7. bitevní eskadru, jež byla součástí Kanálového loďstva. Hannibal, Victorious, Mars, Magnificent a Illustrious tvořily 9. bitevní eskadru, která byla součástí hlídkových sil.
Jedinou lodí ztracenou v akci byl Majestic. Byl společně se sesterskou lodí Prince George nasazen v dardanelské kampani a potopen 27. května 1915 jedním torpédem německé ponorky U 21. Caesar byl v letech 1914–1918 používán jako strážní loď. Hannibal, Magnificent, Mars a Victorious byly odzbrojeny v roce 1915, zatímco Illustrious a Prince George v roce 1916. Všem osm lodí bylo na počátku 20. let vyřazeno.